# Gastrolobium racemosum
Gastrolobium racemosum là một loài thực vật có hoa trong họ Đậu. Loài này được (Turcz.) Crisp miêu tả khoa học đầu tiên.